# (1881) Shao
(1881) Shao ist ein Asteroid des Hauptgürtels, der am 3. August 1940 von dem deutschen Astronomen Karl Wilhelm Reinmuth an der Landessternwarte Heidelberg-Königstuhl der Universität Heidelberg entdeckt wurde.
Der Asteroid ist nach Cheng-yuan Shao, dem Assistenten des US-amerikanischen Astronomen Richard Eugene McCrosky, benannt.